# Lac Tcheïbek-Kol
Le lac Tcheïbek-Kol (en russe : Чейбек-Коль; ce qui vient de l'altaï méridional Tcheïbekkel  signifiant « lac mort ») est un lac de l'Altaï en république de l'Altaï. Il se trouve dans le territoire administratif du raïon d'Oulagan. Il est alimenté et traversé par la rivière Tchibit et se trouve à une altitude de 1949 mètres,. Ce lac est un des rares en son genre dans l'Altaï, car il est le résultat de subsidence provenant du côté ouest. C'est donc un lac d'effondrement.
Autrefois, il n'était pas poissonneux d'où son nom. Les légendes locales racontaient que les mauvais esprits rôdaient autour du lac, comme le rapporte Ivan Efremov dans son récit Le Lac des esprits des montagnes. On a d'abord supposé, pour expliquer cette absence de poisson, qu'il contenait du mercure, mais après avoir constaté que la teneur en mercure était normale, le lac est exploité depuis lors et l'on y a introduit des poissons pour la pisciculture.
Le seul accès au lac est par la route d'Oulagan reliant Aktach au lac Telestkoïe.